# Município de Harpersfield (condado de Ashtabula, Ohio)
O município de Harpersfield (em inglês: Harpersfield Township) é um município localizado no condado de Ashtabula no estado estadounidense de Ohio. No ano de 2010 tinha uma população de 2.695 habitantes e uma densidade populacional de 40,32 pessoas por km².

## Geografia
O município de Harpersfield encontra-se localizado nas coordenadas 41° 45′ 16″ N, 80° 58′ 48″ O. Segundo a Departamento do Censo dos Estados Unidos, o município tem uma superfície total de 66.85 km², da qual 66.66 km² correspondem a terra firme e (0.27%) 0.18 km² é água.

## Demografia
Segundo o censo de 2010, tinha 2.695 pessoas residindo no município de Harpersfield. A densidade populacional era de 40,32 hab./km².